# Psilaster gotoi
Psilaster gotoi är en sjöstjärneart som beskrevs av Fisher 1913. Psilaster gotoi ingår i släktet Psilaster och familjen kamsjöstjärnor. Inga underarter finns listade i Catalogue of Life.